# Ribonucleoside

Structuurformule van adenosine.

Een ribonucleotide is een nucleotide waarin een purine- of pyrimidinebase is gekoppeld aan een ribosemolecule. De base kan adenine, cytosine, guanine of uracil zijn. Thymine komt niet voor als ribonucleoside bij levende wezens, wel als deoxyribonucleoside.
Een ribonucleoside is hetzelfde afgezien van de fosfaatgroep aan het 5'-koolstofatoom die ontbreekt.